# Castel del Piano
Castel del Piano är en ort och kommun i provinsen Grosseto i regionen Toscana i Italien. Kommunen hade 4 808 invånare (2018).